# پائولو آلمیدا
پائولو آلمیدا (به پرتغالی: Paulo Almeida Santos) هافبک اهل برزیل است که در شهر Itarantim، باهیا و در تاریخ ۲۰ آوریل ۱۹۸۱ به دنیا آمده‌است.
پائولو آلمیدا در تیم‌های فوتبال سانتوس سابقهٔ حضور دارد.